# 天主教萊昂教區 (西班牙)
天主教萊昂教區（拉丁語：Dioecesis Legionensis）是西班牙一個羅馬天主教教區，屬奧維耶多總教區。
教區包括萊昂省的一部份，最早的文獻記載出現於4世紀初，當時的主教參加了埃爾維拉會議。2007年，在當地315,089人口中，有教友309,067人，佔轄區總人口98.1%、757個堂區、446名司鐸、1名執事、209名修士、748名修女。現任教區主教為胡里安·洛佩茲·瑪爾定。